# Kong vinter
Kong vinter är det sjunde studioalbumet av det norska black metal-bandet Taake. Albumet utgavs 2017 av skivbolaget Dark Essence Records.

## Låtförteckning
1. "Sverdets vei" – 4:14
2. "Inntrenger" – 7:18
3. "Huset i havet" – 7:13
4. "Havet i huset" – 7:36
5. "En sang til sand om ildebrann" – 6:19
6. "Maanebrent" – 8:01
7. "Fra Bjoergegrend mot glemselen" (instrumental) – 10:22

- Text och musik: Hoest

## Medverkande
Musiker (Taake-medlemmar)
- Hoest (Ørjan Stedjeberg) – sång, alla instrument

Produktion
- Bjørnar Erevik Nilsen – producent, ljudtekniker, ljudmix
- Christopher Zibell – foto
- H'grimnir (Tom Korsvold) – omslagskonst